# Жонсня (гміна)
Гміна Жонсня (пол. Gmina Rząśnia) — сільська гміна у центральній Польщі. Належить до Паєнчанського повіту Лодзинського воєводства.
Станом на 31 грудня 2011 у гміні проживало 4864 особи.

## Географія
Річки: Ніцеч.

## Площа
Згідно з даними за 2007 рік площа гміни становила 86.37 км², у тому числі:
- орні землі: 80.00%
- ліси: 13.00%

Таким чином, площа гміни становить 10.74% площі повіту.

## Населення
Станом на 31 грудня 2011:
| Опис     | Загалом | Загалом | Чоловіки | Чоловіки | Жінки | Жінки |
| -------- | ------- | ------- | -------- | -------- | ----- | ----- |
| одиниця  | осіб    | %       | осіб     | %        | осіб  | %     |
| все      | 4864    | 100     | 2407     | 49.49    | 2457  | 50.51 |
| міське   | 0       | 100     | 0        |          | 0     |       |
| сільське | 4864    | 100     | 2407     | 49.49    | 2457  | 50.51 |

## Сусідні гміни
Гміна Жонсня межує з такими гмінами: Келчиґлув, Паєнчно, Русець, Стшельце-Вельке, Сульмежице, Щерцув.